# Cyril Cazeaux
Pour les articles homonymes, voir Cazeaux.

a Compétitions nationales et continentales officielles uniquement.

b Matchs officiels uniquement.
Dernière mise à jour le 12 avril 2025.
Cyril Cazeaux, né le 10 février 1995 à Dax, est un joueur international français de rugby à XV qui évolue au poste de deuxième ligne. Il joue au sein de l'effectif de l'Union Bordeaux Bègles depuis 2015.
Il remporte la Champions Cup avec l'Union Bordeaux Bègles en 2025.

## Biographie

### Débuts sportifs
Cyril Cazeaux commence le rugby dans le club de l'agglomération dacquoise du Saint-Paul Sports, dont le président était à cette époque son père. Après avoir quitté le SPS en 2011 pour rejoindre l'US Dax en cadets 2e année, il continue sa formation professionnelle à Saint-Paul-lès-Dax. Il intègre le centre de formation de l'US Dax à partir de 2013.

### Débuts professionnels en Pro D2

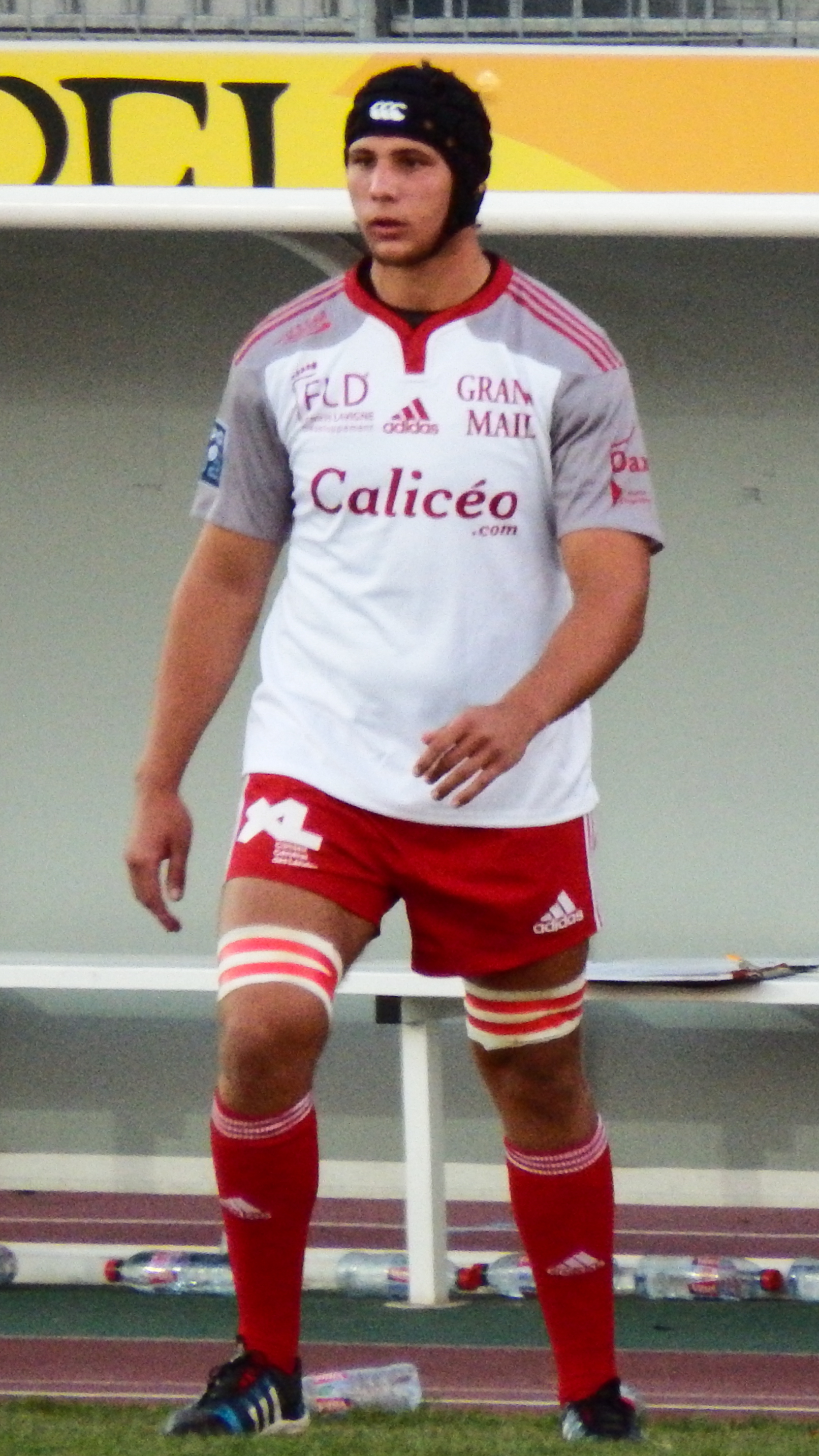
Cyril Cazeaux est formé dans les Landes, et joue ses premières rencontres professionnelles avec l'US Dax en 2014.

En parallèle de sa formation sportive, il prend part à son premier match professionnel avec l'équipe fanion à l'ouverture du championnat de Pro D2 en 2014.
Il prend part aux stages des équipes junior de l'équipe de France en catégorie des moins de 17 ans et porte le maillot bleu avec les moins de 18 ans,. S'il participe aux deux stages de préparation des moins de 20 ans,, il n'est néanmoins pas sélectionné pour les tournois en équipe première. La saison suivante, il est invité à participer aux stages mensuels de préparation au centre national du rugby auprès du « Pôle France -20 ans ». Il est dans la continuité sélectionné dans le groupe de l’équipe de France des moins de 20 ans destiné à disputer le Tournoi des Six Nations des moins de 20 ans 2015.

### Première division et sélections en équipe de France
Après la relégation de l'US Dax en 2015, Cazeaux reste en Aquitaine et signe un contrat espoir avec l'Union Bordeaux Bègles,. Toujours sous contrat espoir, il signe le 14 février 2017 son premier contrat professionnel, prenant acte à l'intersaison 2018 et arrivant à son terme à la fin de la saison 2019-2020. Il prolonge avec le club girondin dès le mois d'octobre 2019, pour trois années supplémentaires, et y dispute dans la foulée son centième match.
En 2020, il est appelé pour la première fois dans le groupe de l'équipe de France pour préparer le Tournoi des Six Nations à la suite de la prise de fonction du nouveau sélectionneur Fabien Galthié, avec 4 de ses coéquipiers bordelais, Matthieu Jalibert, Maxime Lucu, Cameron Woki et Jefferson Poirot. Le 14 février 2020, il se blesse lors d'un match de Top 14 contre le Lyon OU (rupture d’un tendon au tibia péroné) et est contraint de quitter le groupe du XV de France sans connaître sa première sélection. Rappelé dans le cadre de la Coupe d'automne des nations, il connaît sa première cape internationale le 28 novembre en tant que remplaçant contre l'Italie, au Stade de France.
Il est rappelé sous le maillot national dans le cadre du Tournoi des Six Nations 2021, entrant en jeu au stade de Twickenham contre l'Angleterre en tant que remplaçant. Blessé à l'entraînement la semaine suivante, il est forfait pour le reste de la compétition. En club, il atteint les demi-finales autant en Coupe d'Europe qu'en Top 14. Il achève sa saison 2020-2021 sous le maillot national, étant appelé dans le groupe français dans le cadre de la tournée en Australie.
Blessé au poignet gauche en octobre 2021 avec un ligament rompu, de l'arthrose, et du cartilage cassé, il manque de fait le reste de la saison. Après plusieurs opérations, il fait son retour sous le maillot girondin pour le début du championnat 2022-2023. En fin de contrat, et malgré de premiers contacts avec le Stade toulousain, Cazeaux prolonge finalement en novembre 2022 avec le club girondin pour trois saisons supplémentaires.
Devenu l'un des cadres de l'équipe, il est titulaire le 28 juin 2024 pour la finale du Top 14, organisée exceptionnellement au stade Vélodrome de Marseille, face au Stade toulousain. Les Bordelais ne parviennent pas à inquiéter les Toulousains et s'inclinent sur le large score de 59 à 3.
Lors de la saison 2024-2025, alors qu'il vient de disputer son 200e match officiel sous le maillot de l'UBB, sa prolongation pour quatre années supplémentaires est annoncée après la rencontre devant le public girondin.
Le 24 mai 2025, il est titulaire en finale de la Champions Cup au Millennium Stadium de Cardiff face aux Northampton Saints. Les Bordelo-Bèglais s'imposent 28 à 20 face aux Anglais et remportent ainsi le premier titre de l'histoire du club ; Cazeaux marque notamment un essai lors de la rencontre.

## Statistiques

### En club
| Saison                      | Club                        | Championnat | Championnat | Championnat | Coupe d'Europe     | Coupe d'Europe | Coupe d'Europe |
| Saison                      | Club                        | Compétition | Matchs      | Essais      | Compétition        | Matchs         | Essais         |
| --------------------------- | --------------------------- | ----------- | ----------- | ----------- | ------------------ | -------------- | -------------- |
| 2014-2015                   | US Dax                      | Pro D2      | 9           | 1           | —                  | —              | —              |
| Total US Dax                | Total US Dax                | Pro D2      | 9           | 1           | —                  | —              | —              |
| 2015-2016                   | Union Bordeaux Bègles       | Top 14      | 10          | -           | Coupe d'Europe     | 3              | -              |
| 2016-2017                   | Union Bordeaux Bègles       | Top 14      | 26          | 1           | Coupe d'Europe     | 4              | -              |
| 2017-2018                   | Union Bordeaux Bègles       | Top 14      | 21          | 1           | Challenge européen | 5              | 1              |
| 2018-2019                   | Union Bordeaux Bègles       | Top 14      | 20          | -           | Coupe d'Europe     | 5              | -              |
| 2019-2020                   | Union Bordeaux Bègles       | Top 14      | 11          | -           | Coupe d'Europe     | 6              | -              |
| 2020-2021                   | Union Bordeaux Bègles       | Top 14      | 18          | 1           | Coupe d'Europe     | 5              | -              |
| 2021-2022                   | Union Bordeaux Bègles       | Top 14      | 5           | 1           | Coupe d'Europe     | -              | -              |
| 2022-2023                   | Union Bordeaux Bègles       | Top 14      | 7           | -           | Champions Cup      |                | -              |
| Total Union Bordeaux Bègles | Total Union Bordeaux Bègles | Top 14      | 118         | 4           | Coupes d'Europe    | 28             | 1              |
| Total                       | Total                       | Total       | 127         | 5           | Coupes d'Europe    | 28             | 1              |

### Internationales

#### Équipe de France des moins de 20 ans
Cyril Cazeaux a disputé deux matchs avec l'équipe de France des moins de 20 ans en une saison, prenant part à une édition du Tournoi des Six Nations en 2015. Il n'a pas inscrit de points.

#### XV de France
Au 11 novembre 2022, Cyril Cazeaux compte quatre sélections en équipe de France. Il a pris part à une édition du Tournoi des Six Nations en 2021 et à la Coupe d'automne des nations en 2020.
| Année | Compétition                 | Matchs | Points | Essais |
| ----- | --------------------------- | ------ | ------ | ------ |
| 2020  | Coupe d'automne des nations | 1      | -      | -      |
| 2021  | Six Nations                 | 1      | -      | -      |
| 2021  | Test matchs                 | 2      | -      | -      |
| Total | Total                       | 4      | 0      | 0      |

## Palmarès

### En club
- Finaliste du Championnat de France en 2024 et 2025 avec l'Union Bordeaux Bègles.
- Vainqueur de la Champions Cup en 2025 avec l'Union Bordeaux Bègles.

### En équipe nationale
| Édition          | Rang | Résultats France | Résultats Cazeaux | Matchs Cazeaux |
| ---------------- | ---- | ---------------- | ----------------- | -------------- |
| Six Nations 2021 | 2    | 3 v, 0 n, 2 d    | 0 v, 0 n, 1 d     | 1/5            |